# Eureptilia
Eureptilia ("répteis verdadeiros") é um dos dois clados dos sauropsídeos, o outro é o Anapsida ou Parareptilia. Eureptilia inclui não apenas todas Diapsidas, mas também uma série de formas primitivas do Permiano e Carbonífero previamente classificado abaixo dos Anapsidas, na antiga ordem Cotylosauria.
Eureptilianos primitivos eram todos pequenos, com forma e  superfície como a dos lagartos, que provavelmente corriam pelo mato em busca do de insetos do Paleozóico. O eurrépteis prosseguir para além do período Permiano.

## Filogenia
Cladograma modificado após Reisz e Laurin (1995):
|           | Captorhinidae                                                  |
|           |                                                                |
| Romeriida | \| \| Protorothyrididae \| \| \| \| \| \| Diapsida \| \| \| \| |
|           | \| \| Protorothyrididae \| \| \| \| \| \| Diapsida \| \| \| \| |
|           | Protorothyrididae                                              |
|           |                                                                |
|           | Diapsida                                                       |
|           |                                                                |

|  | Protorothyrididae |
|  |                   |
|  | Diapsida          |
|  |                   |

|           | Captorhinidae                                                  |
|           |                                                                |
| Romeriida | \| \| Protorothyrididae \| \| \| \| \| \| Diapsida \| \| \| \| |
|           | \| \| Protorothyrididae \| \| \| \| \| \| Diapsida \| \| \| \| |
|           | Protorothyrididae                                              |
|           |                                                                |
|           | Diapsida                                                       |
|           |                                                                |

|  | Protorothyrididae |
|  |                   |
|  | Diapsida          |
|  |                   |